# Å, en så'n brud!
Å, en så'n brud! (originaltitel Hu Dagmar) är en norsk svartvit dramakomedifilm från 1939 i regi av Rasmus Breistein. I rollerna ses bland andra Randi Heide Steen, Arne Bang-Hansen och Eva Sletto.

## Handling
Sjur återvänder en sommardag till föräldrahemmet Råvangen. Han har just blivit korpral i Oslo och med sig har han sin förlovade Dagmar, en flott och utpräglad stadsflicka. Dagmar ska bo i föräldrahemmet denna sommar medan Sjur arbetar på fälten. Hon mottas med stor skepsis både av Sjurs familj och av bygdefolket, inte minst av Ingeborg, Sjurs gamla käresta. Det dröjer inte länge innan Dagmar börjar flörta vilt med männen i bygden och inte ens Sjurs far Ola undgår att bli påverkad. När Sjur återvänder går paret ut för att dansa. Dagmar dansar med många karlar och Sjur dricker sig redlös och får ihop det med Ingeborg. Några dagar senare kommer en av Dagmars beundrare, Jens, och erbjuder henne 5 000 kroner om hon slår upp förlovningen med Sjur och gifter sig med honom i stället. Dagmar behöver pengarna och svarar därför ja. Pengarna är emellertid stulna och Dagmar tvingas betala tillbaka dem. Sjur återvänder till Ingeborg och gläds åt att förhållandet med Dagmar är slut.

## Rollista
- Arne Bang-Hansen – Sjur
- Randi Heide Steen – Dagmar
- Eva Sletto – Ingeborg
- Einar Vaage – Ola Råvangen
- Tove Bryn – Marte-Marja, Olas fru
- Martin Gisti – Embret Storberget
- Toralf Sandø – Jens Sigfridstad
- Olga Sjøgren – Olina, piga
- Alfred Solaas – Olaf, dräng på Råvangen
- Alf Sommer – Mentz
- Astrid Sommer – Berte-Marja

## Om filmen
Å, en så'n brud! regisserades av Rasmus Breistein och bygger på Ove Arthur Ansteinssons pjäs Hu Dagmar. Breistein och Ansteinsson skrev också filmens manus tillsammans. Filmen producerades av Meteor Film med Titus Vibe-Müller som produktionsledare. Den fotades av Reidar Lund och klipptes av Vibe-Müller. Musiken komponerades av Ottar E. Akre och Adolf Kristoffer Nielsen. Ola Cornelius var scenograf.
Filmen hade premiär den 16 november 1939 i Norge. I Sverige hade den premiär den 3 augusti 1940 på biografen Rex. Den norska titeln Hu Dagmar hade då bytts ut mot den svenska Å, en så'n brud!.